# Isomunkia pulvinula
Isomunkia pulvinula är en svampart som först beskrevs av Narcisse Theophile Patouillard, och fick sitt nu gällande namn av Theiss. & Syd. 1915. Isomunkia pulvinula ingår i släktet Isomunkia, klassen Dothideomycetes, divisionen sporsäcksvampar och riket svampar.   Inga underarter finns listade i Catalogue of Life.